# Drusus transylvanicus
Drusus transylvanicus är en nattsländeart som beskrevs av Schmid 1956. Drusus transylvanicus ingår i släktet Drusus och familjen husmasknattsländor. Inga underarter finns listade i Catalogue of Life.